# Nisha Kurban-Baboe

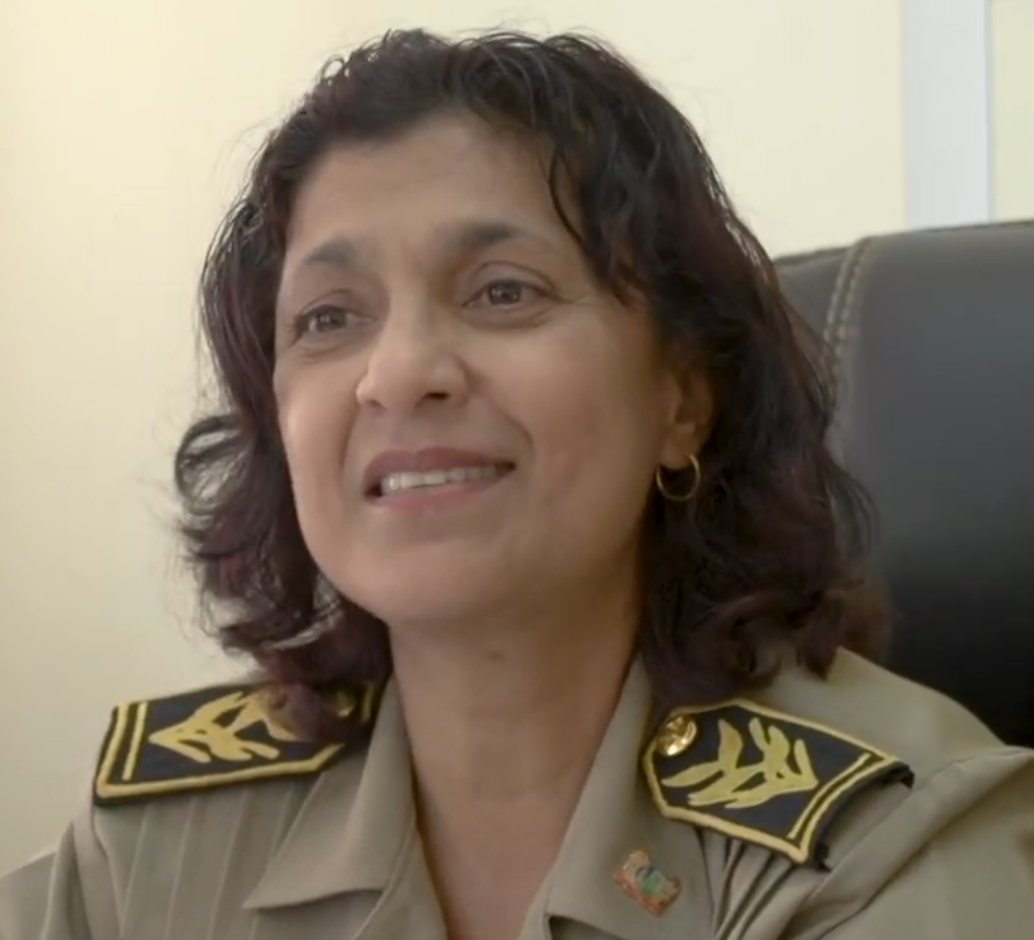
Nisha Kurban-Baboe, 2019

Nisha Kurban-Baboe (* 20. Jahrhundert) ist eine surinamische Diplomatin. Sie ist Mitglied der regierenden Nationale Democratische Partij (NDP).

## Leben
Nisha Kurban-Baboe stammt aus Nickerie, einem surinamischen Distrikt an der Grenze zu Guyana. Sie ist Soziologin und war Lehrerin, stellvertretende Direktorin der Schulbehörde von Nickerie sowie Dozentin.

## Diplomatischer Werdegang
Seit Februar 2012 arbeitet Nisha Kurban-Baboe im surinamischen Außenministerium. Am 12. Februar 2013 wurde sie zur neuen Botschafterin Surinames in Guyana ernannt, als Nachfolgerin der langjährigen Botschafterin Manorma Soeknandan, welche die neue Repräsentantin Surinames bei der Karibischen Gemeinschaft (CARICOM) wurde. Vor ihrer Berufung war Kurban-Baboe für anderthalb Jahre an der surinamischen Botschaft in Brasilien tätig. In Guyana war sie bis 2017. Am 11. Januar 2019 wurde sie als Nachfolgerin von Wedprekash Joeloemsingh Distriktkommissarin von Nickerie. Dieses Amt hielt sie bis August 2020. Sie wurde abgelöst von Senrita Gobardhan.